# マッコーリー銀行
マッコーリー銀行（マッコーリーぎんこう、英: Macquarie Bank）は、シドニーに本拠地を構えるオーストラリア最大の投資銀行である。MBLのティッカーでオーストラリア証券取引所に上場する。銀行業務、M&Aアドバイザリー業務、株式・リサーチ業務、自己勘定投資、ファンドマネジメント業務、リース業務など全世界で幅広い金融業務を提供する。28ヶ国に70拠点、約15,500人の従業員を有する。
1969年に英マーチャントバンクの Hill Samuel から独立し、以降米Bankers Trust のオーストラにおける投資銀行事業の買収（1999年）や蘭 ING のアジアにおける証券業務（旧 Baring の証券業務）の買収（2004年）等を通じ、アジアにおけるプレゼンスを高めてきた。アジア太平洋地域におけるブランド認知度は極めて高く、同地域における各種リーグテーブルで上位にランクインしている。
交通、水道、エネルギーなど、インフラ専門ファンドを世界各国で多数運用しており、時価総額はおおよそ160億オーストラリアドルとなっている。特に道路分野においては、グループである MIG が、8か国、25道路を保有する世界最大級の有料道路所有者兼開発者であり、日本においては、2006年から近畿日本鉄道から譲渡を受けた伊吹山ドライブウェイを子会社を通じて運営している。また、かつては日本政策投資銀行とともに、TOYO TIRES ターンパイク （旧箱根ターンパイク・神奈川県小田原市、箱根町、湯河原町）を子会社を通じて保有していた。
その他，仙台空港の民営化に伴い，運営企業として名乗りを上げているとされる。